# Municipalité de Pánuco de Coronado
La municipalité de Pánuco de Coronado est une des 39 municipalités de l'État de Durango au nord-ouest du Mexique. Cette municipalité est située dans le centre de l'État dans la région de Los Llanos. Son chef-lieu est Francisco I. Madero.

## Géographie
Pánuco de Coronado est localisé dans le centre de l'État de Durango, a une extension territoriale de 1 059,9 km2 et ses limites sont au nord avec la municipalité de San Juan de la Rivière, au nord-est avec la municipalité de Peñón Blanc, à l'est avec la municipalité de la Guadeloupe Victoria, à l'ouest avec la municipalité de Canatlán et au sud avec la municipalité de Durango.

### Orographie et hydrographie
Le territoire de la municipalité est élevé dans sa zone sud et il s'abaisse vers le nord, en formant le bassin qui va vers la rivière San Juan del Rio. Le Cerro Los Altares est le plus haut sommet avec 3 020 mètres; c'est le septième sommet le plus élevé de l'État de Durango,.
Dans la municipalité il n'existe pas de rivière d'importance, toutes sont des affluents de la rivière San Juan del Rio qui à son tour est affluent du rio Nazas. Au centre du territoire, des bassins fermés forment des lacs intermittents. Le territoire appartient à deux régions hydrologiques différentes, la moitié nord fait partie de la région hydrologique Nazas-Aguanaval et du bassin du rio Nazas-Rodeo, la moitié sud fait partie de la région hydrologique  Presidio-San Pedro et du bassin du río San Pedro.

### Climat et écosystèmes
Le territoire du Pánuco de Coronado a un climat semi désertique tempéré. La température moyenne annuelle de la zone centrale de la municipalité est de 12 à 16 °C, alors qu'au sud et au nord elle est de 16 à 18 °C. Les précipitations moyennes annuelles dans les zones nord-ouest et nord de la municipalité sont de 400 à 500 mm et dans le reste du territoire de 800  à   1 000 mm,,.
L'activité agricole du Pánuco de Coronado est autant fruitière que pastorale. Outre les zones consacrées à l'agriculture tout au long de tout son territoire, les principales espèces animales qui s'y trouvent sont le lapin, le lièvre, le venado, le lynx roux et le coyote.

## Démographie
La municipalité de Pánuco de Coronado a une population totale de 11 927 habitants, selon les résultats du recensement de 2010 réalisé par l'INEGI, dont 5 905 sont des hommes et 6 022 sont des femmes.

### Localités
La municipalité compte 31 localités. Les principales sont :
| Localité                        | Population |
| Totale municipalité             | 11 927     |
| Francisco I. Madero             | 4 550      |
| Pánuco de Coronado              | 1 291      |
| Francisco Javier Mina           | 919        |
| San José de Avino               | 760        |
| General Ignacio Zaragoza        | 727        |
| Adolfo López Mateos (Aguinaldo) | 695        |
| Francisco Rueda Serrano         |            |